# Taps Mugadza
Tapiwa "Taps" Mugadza, conhecido profissionalmente como Taps Mugadza ou apenas Taps, é um cantor zimbabuano de soul e pop.

## Vida pessoal
Taps Mugadza nasceu em Harare, Zimbábue e foi encontrado abandonado na porta de um orfanato quando tinha dois dias de idade.

## Carreira
Ele começou a cantar e a tocar música quando tinha 15 anos. Ele cantou na igreja e competiu na competição do Zimbábue Idol, na qual ficou em terceiro lugar.
Taps voluntariou-se para uma organização missionária cristã, Rock of Africa, viajando com eles em programas de extensão e para cavar poços em áreas empobrecidas. A missão o apoiou numa viagem à América em 2009 para encontrar patrocinadores para garantir o seu futuro na música. Em maio de 2009, Taps foi aceite como estudante no Musicians Institute em Hollywood. Ele formou-se com a maior honra da escola, 'Outstanding Artist' e tanto o chefe do seu programa quanto o presidente da escola disseram que nunca tiveram ninguém tão talentoso como Taps.
Em 2014, ele foi convidado na série de TV TakePart Live. Ele também se apresentou ao vivo na série de TV EXTRA no mesmo ano.
Taps escreve e executa a sua própria música e trabalhou com produtores renomeados como T-Collar, Moose, Pip Kembo, Boi-1da e Quincy Jones.
A cover de "Hello", de Adele, recebeu o reconhecimento da Billboard por uma das 11 melhores covers de soul, na lista de artistas premiados como "Joe Thomas", "Joe Jonas" e a banda inglesa "The Maccabees".

## Discografia

### Solteiros
- 2015: "Hello Cover" (música de Adele)
- 2017: "Esperando por você"